# Wai Ren
Wai Ren (外壬) ((siglo XV a.  C.) fue un rey de China de la dinastía Shang.
En las Memorias históricas, Sima Qian le coloca en el puesto undécimo de la lista de reyes Shang, sucediendo a su hermano Zhong Ding (仲丁). Fue entronizado en el año de Gengxu (chino: 庚戌), con Ao (隞) como su capital. Durante su reinado hubo una rebelión de los vasallos de Pei (邳) y Xian (侁). Gobernó durante 15 años (según los Anales de bambú, 10 años), antes de su muerte. Se le dio el nombre póstumo de Wai Ren, hy fue sucedido por su hijo, He Dan Jia (河亶甲).
Inscripciones sobre huesos oraculares halladas en Yinxu dan otros datos alternativos. Sería el décimo de la lista de reyes Shang, con el nombre póstumo de Bu Ren (卜壬), y sucedido por su hijo, He Dan Jia.